# Кшиштоф Вєрніцький
Кши́штоф Вєрні́цький (пол. Krzysztof Wiernicki) — професор слов'янознавства університету «Тор Вергата», Рим.

## З життєпису
Уродженець Варшави, з 1970-х мешкає в Римі. В університеті Тор Вергата викладав російську мову, досконало володіє шістьма мовами. Протягом тривалого часу вів передачі італійською та німецькою мовами на відомих радіостанціях Риму і Кельну. У 1991 році випустив італійською мовою книгу «Від насолоди дворян до пропаганди: історії джазу в Росії».
Після здобуття Україною незалежності створює радіоцикли про українську музику, від 1993 року почав відвідувати Київ та Львів. Професор славістики, музикознавець, створив 11-годинну аудіокнигу «Музична подорож Україною» про історію української музики, куди увійшло майже 140 музичних творів різних епох.
Також є автором аудіокниг «Молдавія. Музична подорож» (2014 рік), «Бразилія. Музична подорож» (2015 рік), «Перу. Музична подорож» (2016 рік).

## Нагороди
- Відзнака Президента України — ювілейна медаль «25 років незалежності України» (22 серпня 2016) — за вагомий особистий внесок у зміцнення міжнародного авторитету Української держави, популяризацію її історичної спадщини і сучасних надбань та з нагоди 25-ї річниці незалежності України[1]